# 안도정
안도정(일본어: 安堵町)은 일본 나라현 이코마군의 정이다.

## 지리
야마토 분지 중앙부에 위치해 전원 지대가 펼쳐져 있다. 정 서쪽에는 도미오강, 남쪽에는 야마토강이 흐른다. 인접하는 야마토코리야마시, 가와니시정과 함께 니시메이한 자동차도 길가 부근을 중심으로 공장이나 창고가 점재한다.

## 역사
고대에 야마토국 헤구리군의 땅이었다.
- 1889년 6월 - 정촌제 시행과 함께 5개 촌이 합병해 헤구리군 안도촌이 되었다.
- 1896년 - 헤구리군, 소에지모군이 병합해 이코마군이 성립, 이코마군 안도촌이 되었다.
- 1986년 4월 1일 - 정으로 승격해 안도정이 되었다.

## 교통

### 도로
- 니시메이한 자동차도(일본어판)